# КамАЗ-4308
КАМАЗ-4308 — російський середньотонажний низькорамний вантажний автомобіль класу N2 категорії MCV, що виготовляється з 2003 року на КАМАЗі.

## Опис моделі

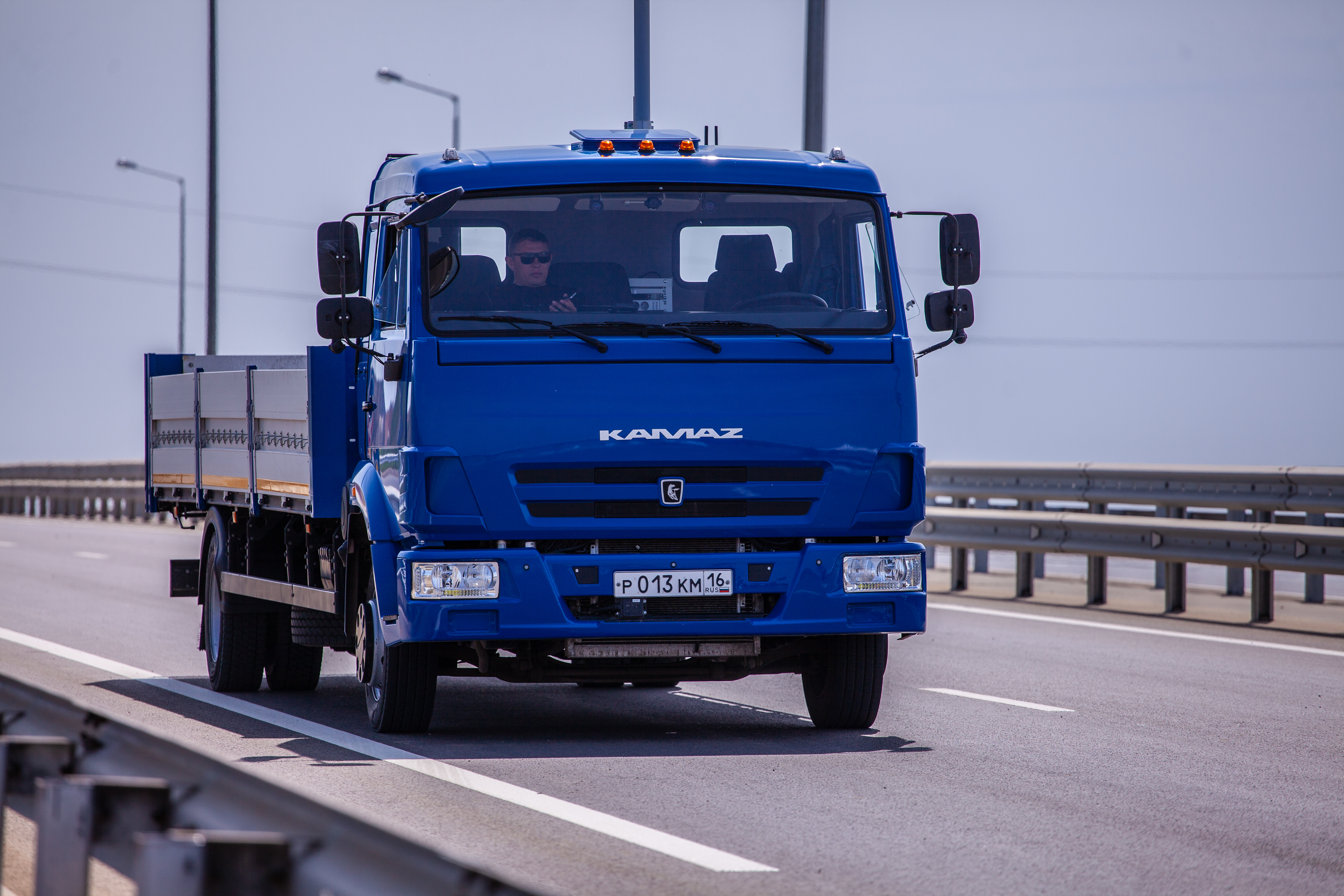
КАМАЗ-4308 після рестайлінгу

До уваги публіки КАМАЗ-4308 був вперше представлений на Московському міжнародному автосалоні MIMS-2002. На конвеєр модель була поставлена в жовтні 2003 року.
У конструкцію автомобіля введені комплектуючі понад 18 провідних світових виробників: надійний і перевірений двигун «CUMMINS» з паливною апаратурою «BOSH», гальмівні механізми з АБС «HALDEX», «WABCO», вузли та агрегати «ZF», «MIREAL», «LOSING», безкамерні шини «MATADOR» та інші.
Вантажопідйомність КАМАЗ-4308 становить від 5,0 до 6,0 тон.
Автомобіль оснащається 4 циліндровим двигуном Cummins виробленим у Росії, об'єм якого становить 4,5 літри з потужністю 185 к.с., оснащений турбокомпресором з охолоджувачем надувного повітря і паливною системою виробництва Bosch. Моторний відсік КАМАЗ-4308 закритий шумопоглинальними матеріалами, а для захисту двигуна від зовнішнього середовища на нього встановлений спеціальний кожух.
На виставці «Комтранс-2007» середньотонажні вантажівки КАМАЗ-4308 були представлені у вигляді автоевакуатора з кран-маніпуляторним пристроєм, двох'ярусного евакуатора та ізотермічного автофургона з гідробортом.
Журі у складі авторитетних журналістів з найбільших російських видань та ЗМІ, які висвітлюють автомобільну тематику, присудило
середньотоннажним вантажівокам КАМАЗ-4308 перше місце в номінації «Найкраща вітчизняна вантажівка».

## Модифікації[4]
- КАМАЗ-4308-Н3 — модифікація з 4 циліндровим рядним двигуном Cummins 4 ISBe 185 (Євро-3) об'ємом 4,5 л потужністю 185 к.с.
- КАМАЗ-4308-А3 — модифікація з 6 циліндровим рядним двигуном Cummins 6 ISBe 210 (Євро-3) об'ємом 6,7 л потужністю 210 к.с.